# Bewurzelungshormon

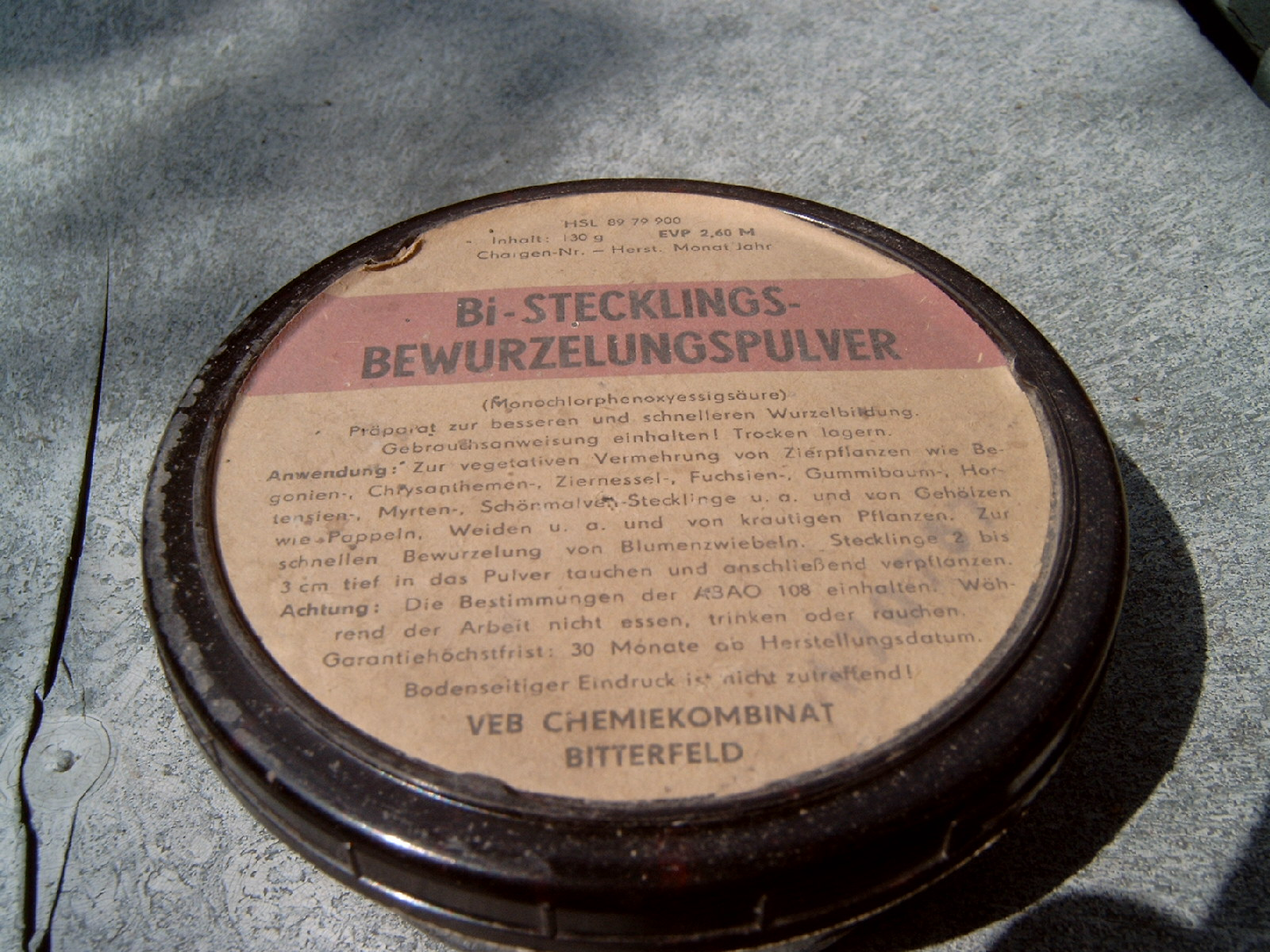
Stecklingsbewurzelungspulver aus Bitterfeld (historisch)

Bewurzelungshormone, auch Bewurzelungspulver genannt, sind Pulver oder Tabletten, auch wässrige Lösungen oder Gele auf Basis von kalilaugeneutralisierter Polyacrylsäure, die eine genau dosierte Menge von synthetischen Pflanzenhormonen und Füllstoffe oder Lösungsmittel enthalten.

## Wirkstoffe und Füllstoff
Bewurzelungspulver enthält meistens zur Gruppe der Auxine gehörende Bewurzelungshormone:
- Indol-3-essigsäure (IAA)
- 4-(Indol-3-yl)buttersäure (Indol-3-buttersäure, IBA)
- 1-Naphthylessigsäure (NAA)

Füllstoff ist meistens Talkum.  Im Falle von Talkum als Trägerstoff sind Zubereitungen mit Konzentrationen von 0,1 bis 2 Massenprozent im Handel.

## Gebrauch
Bewurzelungshormone werden bei der vegetativen Vermehrung von Pflanzen eingesetzt, da sich viele Pflanzen über Samen nur schlecht oder nicht sortenrein vermehren lassen, solche Pflanzen lassen sich aber meistens vegetativ vermehren. Kallus- und Wurzelbildung werden deutlich verbessert. Die Hormone fördern die Bewurzelung von frisch eingesäten Pflanzen oder Stecklingen. Vor allem Pflanzen, die in einer bestimmten Gegend nicht heimisch sind (z. B. tropische Zierpflanzen in Mitteleuropa), können so besser gezogen werden. Zahlreiche Pflanzen, die sich normalerweise nicht durch Stecklinge vermehren lassen, lassen sich durch Bewurzelungshormone zum Treiben von Wurzeln anregen.

### Dosierung
Eine Überdosierung von Bewurzelungshormonen führt zu Wurzelabbau und Absterben des Stecklings.

### Gewebekulturen
Die gleichen Hormone dienen auch bei Gewebekulturen dazu, die Ausbildung der Wurzeln zu veranlassen.